# Mandolina
|  | Aquest article tracta sobre l'instrument musical. Per a l'estri de cuina, vegeu Mandolina (estri) |

La mandolina és un instrument musical de corda. En la classificació de Hornbostel-Sachs pertany al grup 321.321 dels llaüts amb caixa de ressonància en forma de bol -les que tenen el fons corbat- o al grup 321.322 dels llaüts amb caixa de ressonància en forma de capsa, les que tenen el fons pla. El nombre i tipus de cordes de la mandolina ha variat amb el temps i el lloc, però la configuració predominant actualment és la de la mandolina napolitana, amb quatre cordes dobles afinades com el violí (sol-re-la-mi), tot i que, a diferència del violí, les cordes de la mandolina es pincen amb un plectre. La caixa de ressonància pot ser còncava o plana.

## Història
A finals del segle xvi apareix a Itàlia la mandola, l'instrument precursor de la mandolina. El terme mandolino prové de l'italià i apareix citat en documents per primer cop l'any 1634. El nom fa referència a la menor magnitud de l'instrument. Durant el segle xvii es fabriquen mandolines a Itàlia, fins i tot el famós luthier Antonio Stradivari en documenta la construcció.
En el panorama musical actual la mandolina està estesa sobretot en la música folk, especialment en el folk anglès i l'irlandès, en la música country i bluegrass dels Estats Units, i en el choro i la samba brasilera.

## Classificació
Es distingeixen i classifiquen tres tipus de mandolines en funció de la seva evolució cap a un o altre estil musical:
- Mandolina italiana: s'utilitza en música clàssica. La seva caixa de ressonància té forma còncava de pera, formada per costelles (entre 12 i 47). Té la boca ovalada, a diferència de les altres, i té una ressonància notable. És utilitzada en la música italiana. L'estil napolità té un cos en forma d'ametlla que s'assembla a un bol, construït amb tires corbes de fusta. Sol tenir una caixa de ressonància doblegada, inclinada en dos plans amb el disseny per agafar la tensió de les vuit cordes metàl·liques disposades en quatre cursos. Un diapasó de fusta dura se situa a sobre o està arran de la taula de so. Els instruments molt antics poden emprar clavilles d'afinació de fusta, mentre que els instruments més nous solen utilitzar afinadors metàl·lics engranats. El pont és una longitud mòbil de fusta dura. Un colpejador està enganxat sota el forat de so sota les cordes.[4][5]
- Mandolina de folk: s'utilitza en la música tradicional. Generalment té la boca de forma rodona que fa augmentar-ne la sonoritat, però normalment la caixa és plana.
- Mandolina bluegrass: s'utilitza en la música bluegrass, bàsicament als Estats Units. El seu ús és dels més recents i té una gran acceptació dins els circuits bluegrass. Els models més comuns són els anomenats "A" i "F", un més auster i en forma de gota i l'altre amb ornaments florentins característics, respectivament. La marca Gibson Guitar Corporation va catalitzar la popularitat d'aquest instruments als Estats Units a principis del segle xx.

## Construcció

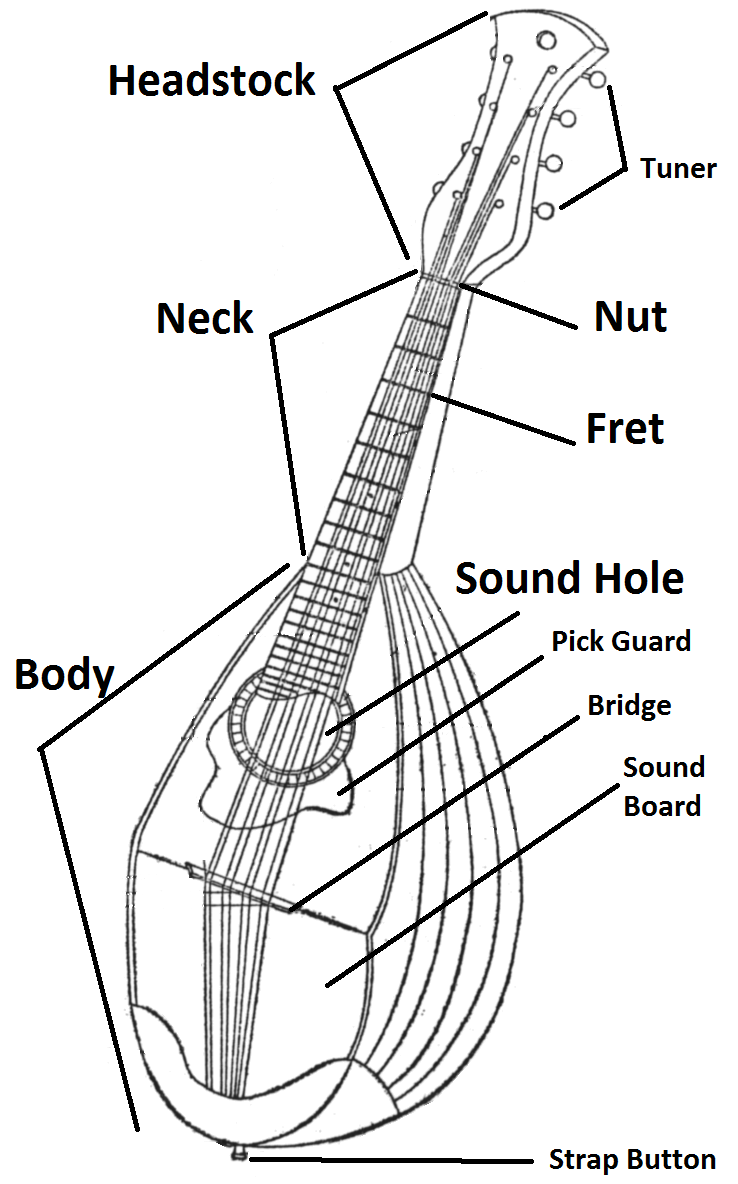
Anatomia d'una mandolina de bol en un dibuix esquemàtic

Les mandolines tenen un cos que actua com a ressonador, unit a un mànec. El cos ressonant pot tenir forma de bol (llaüts de coll amb bol) o de caixa (llaüts de coll amb caixa). Les mandolines italianes tradicionals, com la mandolina napolitana, compleixen la descripció de mànec amb bol. Els instruments de caixa amb mànec inclouen les mandolines amb tapa arquejada i les mandolines amb esquena plana.
Les cordes passen entre unes mecàniques d'afinació a la part superior del mànec fins a un cordal que ancora l'altre extrem de les cordes. Les cordes estan suspeses sobre el mànec i la caixa de ressonància i passen per un pont flotant. El pont es manté en contacte amb la taula harmònica per la pressió descendent de les cordes. El mànec és pla o té un radi lleuger, i està cobert amb un diapasó amb trasts. L'acció de les cordes sobre el pont fa que la taula harmònica vibri, produint so.
Com qualsevol instrument de corda polsada, les notes de la mandolina decauen fins al silenci en lloc de sonar contínuament com passa amb una nota fregada en un violí, i les notes de la mandolina decauen més ràpidament que els cordòfons més grans com la guitarra. Això fomenta l'ús del trèmolo (puntada ràpida d'un o més parells de cordes) per crear notes o acords sostinguts. Les cordes aparellades de la mandolina faciliten aquesta tècnica: el plectre (pua) colpeja cadascuna de les cordes d'un parell alternativament, proporcionant un so més complet i continu que el que faria una sola corda.
S'han utilitzat diverses variacions de disseny i tècniques d'amplificació per fer que les mandolines siguin comparables en volum amb instruments i orquestres més forts, incloent-hi la creació d'híbrids mandolina-banjo amb el cos semblant a un tambor del banjo més fort, afegint ressonadors metàl·lics (sobretot per Dobro i la National String Instrument Corporation) per fer una mandolina ressonadora i amplificant mandolines elèctriques mitjançant amplificadors.

## Família de mandolines

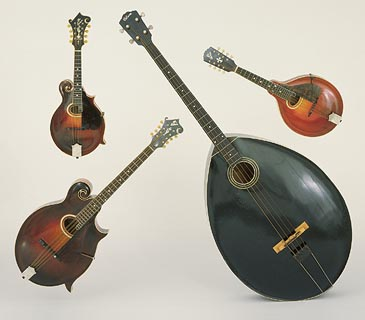
En sentit horari des de dalt a l'esquerra: mandolina Gibson F-4 de 1920; mandola Gibson H-2 de 1917; mando-bass Gibson de 1929; i mandocello Gibson K-4 de 1924 de la col·lecció de Gregg Miner

### Soprano
La mandolina és el membre soprano de la família de les mandolines, igual que el violí. Com el violí, la seva escala sol ser d'uns 330 mm. Les mandolines americanes modernes, modelades a partir de les Gibson, tenen una escala més llarga, aproximadament. Les cordes de cadascun dels seus acords de doble corda estan afinades a l'uníson, i els acords utilitzen la mateixa afinació que el violí: Sol 3 – Re 4 – La 4 – Mi 5.

### Piccolo

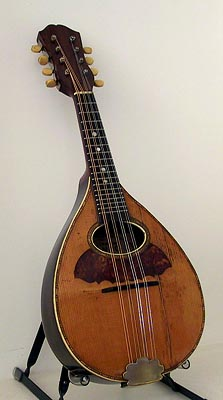
Mandolina piccolo

La mandolina piccolo o sopranino és un membre rar de la família, afinada una octava per sobre de la mandola i una quarta per sobre de la mandolina (Do 4 – Sol 4 – Re 5 – La 5); la mateixa relació que la del piccolo (amb la flauta de concert occidental) o el violino piccolo (amb el violí i la viola). Un model va ser fabricat per l'empresa Lyon & Healy sota la marca Leland. Un grapat de fabricants d'instruments moderns construeixen mandolines piccolo.

### Alt
La mandola, anomenada mandola tenor a Gran Bretanya i Irlanda i liola o mandolina contralta a l'Europa continental, s'afina una quinta per sota de la mandolina, en la mateixa relació que la viola amb el violí. Alguns també anomenen aquest instrument la mandola contralta. La seva longitud d'escala és típicament d'uns. Normalment s'afina com una viola (quinta justa per sota de la mandolina) i un banjo tenor: Do 3 –Sol 3 –Re 4 –La 4.

### Tenor

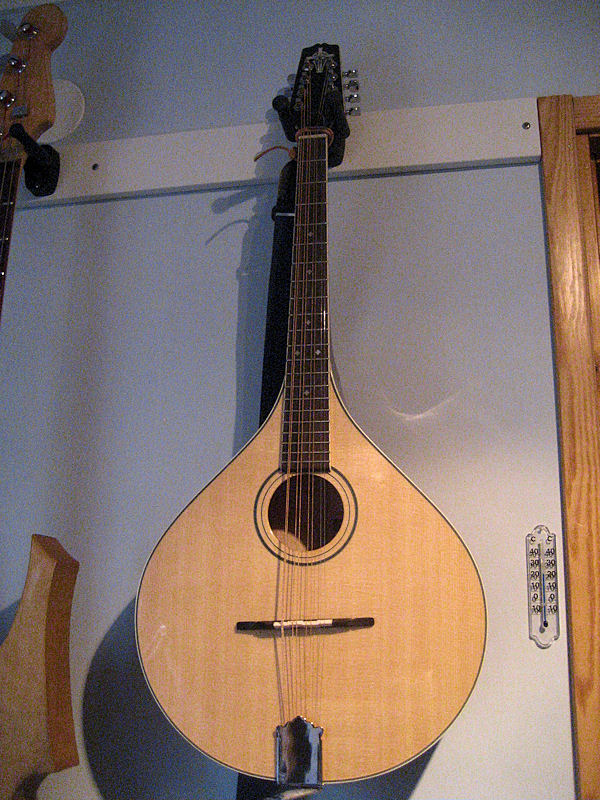
Una mandolina d'octava de fons pla

La mandolina d'octava (EUA i Canadà), anomenada mandola d'octava a Gran Bretanya i Irlanda i mandola a l'Europa continental, s'afina una octava per sota de la mandolina: G₂ – D₂ – A₂ – E₄. La seva relació amb la mandolina és la del violí tenor amb el violí, o la del saxòfon tenor amb el saxòfon soprano. La longitud de l'escala de la mandolina d'octava és normalment d'uns 510 mm, tot i que els instruments amb escales tan curtes com 430 mm o fins a 530 mm no són desconeguts.
L'instrument té una variant a la costa de Sud-amèrica a Trinitat, on es coneix com a bandol, un instrument de fons pla amb quatre ordres, els dos inferiors encordats amb cordes metàl·liques i de niló.
El bouzouki irlandès, tot i que no és estrictament membre de la família de les mandolines, té una semblança raonable i un rang similar a la mandolina d'octava. Deriva del grec bouzouki (un llaüt de coll llarg), construït com una mandolina de fons pla i utilitza afinacions de quinta, més sovint G 2 – Re 3 – La 3 – Re 4. Altres afinacions inclouen: La 2 – Re 3 – La 3 – Re 4, G 2 – Re 3 – La 3 – Mi 4 (una octava per sota de la mandolina, en aquest cas funciona essencialment com una mandolina d'octava), G 2 – Re 3 – Sol 3 – Re 4 o La 2 – Re 3 – La 3 – Mi 4. Tot i que els parells de baixos del bouzouki irlandès s'afinen més sovint a l'uníson, en alguns instruments un de cada parell es substitueix per una corda més lleugera i s'afina en octaves, de manera similar a la guitarra de 12 cordes. Tot i que ocupa el mateix rang que la mandolina d'octava/màndola d'octava, el bouzouki irlandès es distingeix teòricament de l'anterior instrument per la seva major longitud d'escala, típicament de 610 a 660 mm, tot i que les escales arriben fins a 690 mm, que és l'escala habitual del bouzouki grec, no són desconegudes. En l'ús modern, però, els termes mandolina d'octava i bouzouki irlandès sovint s'utilitzen indistintament per referir-se al mateix instrument.
La Cistre moderna també es pot incloure vagament en una família de mandolines ampliada, basada en la seva semblança amb les mandolines de fons pla, a les quals és anterior. El seu propi llinatge la remunta al Renaixement. Normalment és un instrument de cinc ordres (deu cordes) amb una escala d'entre 510 i 560 mm. L'instrument s'afina més sovint a D 2 –G 2 –D 3 –A 3 –D 4 o G 2 –D 3 –A 3 –D 4 –A 4, i és essencialment una mandola d'octava amb un cinquè curs a la part superior o inferior del seu registre. Alguns lutiers, com Stefan Sobell, també es refereixen a la mandola d'octava o a un bouzouki irlandès de menor escala com a cítran, independentment de si té quatre o cinc cursos.
Altres parents de la cisterna, que també podrien estar vagament relacionats amb les mandolines (i de vegades s'afinen i es toquen com a tals), són la guitarra portuguesa de 6 ordres/12 cordes i la waldzither de 5 ordres/9 cordes.

### Baríton/baix
El mandocello s'afina clàssicament a una octava més una quinta per sota de la mandolina, en la mateixa relació que el violoncel amb el violí, i les seves cordes s'afinen a Do² – Sol² – Re³ – La³. La seva escala sol ser d'unes 660 mm. Una escala típica de violoncel és 690 mm.

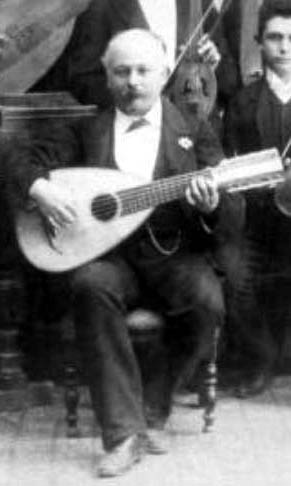
Una mandolina tocada per Giuseppe Branzoli durant un concert a Roma, 1889

El mandolone era un membre barroc de la família de les mandolines en el registre greu que va ser superat pel mandocello. Formava part de la família de les mandolines napolitanes.
El laouto o laghouto grec (llaüt de coll llarg) és similar a un mandocello, normalment afinat en Do 3 / Do 2 – Sol 3 / Sol 2 – Re 3 / Re 3 – La 3 / La 3 amb la meitat de cada parell dels dos cursos inferiors afinats una octava més alta en una corda de calibre més lleuger. El cos és un bol amb bastons, el pont sense sella enganxat a la cara plana com la majoria d'ouds i llaüts, amb afinadors mecànics, cordes d'acer i trasts de budell lligats. Els laoutos moderns, tal com es toquen a Creta, tenen tot el curs inferior afinat en Do 3, una octava reentrant per sobre del Do greu esperat. La seva longitud d'escala és típicament d'uns 710 mm.
La mandola algeriana va ser desenvolupada per un luthier italià a principis dels anys 30, ampliada a partir d'una mandola fins que va assolir una longitud d'escala d'aproximadament 25 a 27 polzades. És un instrument de dors pla, amb un coll ample i 4 ordres (8 cordes), 5 ordres (10 cordes) o 6 ordres (12 cordes), i s'utilitza a Algèria i al Marroc. L'instrument es pot afinar com a guitarra, oud o mandocello, depenent de la música que s'utilitzarà per tocar i de la preferència de l'intèrpret. Quan s'afina com a guitarra, les cordes s'afinaran (E 2) (E 2) A 2 A 2 D 3 D 3 G 3 G 3 B 3 B 3 (E 4) (E 4); les cordes entre parèntesis es treuen per a un instrument de cinc o quatre ordres. Utilitzant una afinació de laúd àrab comuna D 2 D 2 G 2 G 2 A 2 A 2 D 3 D 3 (G 3) (G 3) (C 4) (C 4). Per a una afinació de mandocello utilitzant quintes C 2 C 2 G 2 G 2 D 3 D 3 A 3 A 3 (E 4) (E 4).

### Mandobass

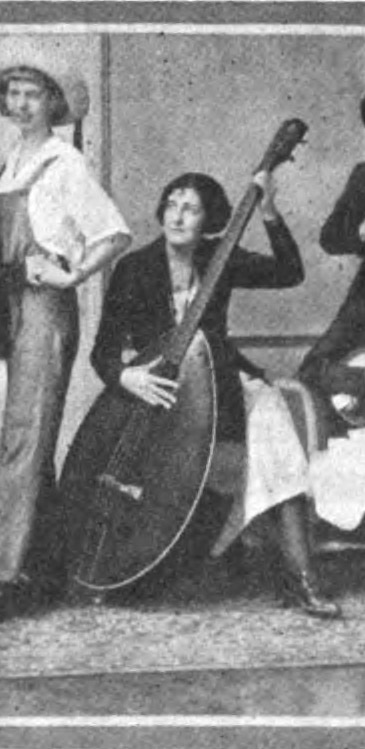
Gibson mando-bass de l'anunci de 1922

El mandobaix és la versió baixa de la mandolina, igual que el contrabaix és el baix del violí. Com el contrabaix, sovint té quatre cordes simples, en lloc de dobles, i com el contrabaix, s'afina més habitualment a quartes perfectes en lloc de quintes com la majoria dels instruments de la família de la mandolina: Mi 1 –La 1 –Re 2 –Sol 2. Aquests van ser fabricats per l'empresa Gibson a principis del segle XX, i tampoc van ser gaire comuns. Un mandobaix de quatre cordes de menor escala, generalment afinat en quintes: Sol 1 –Re 2 –La 2 –Mi 3 (dues octaves per sota de la mandolina), tot i que no tan ressonant com l'instrument més gran, sovint era preferit pels intèrprets per ser més fàcil de manejar i més portàtil. Segons sembla, però, la majoria d'orquestres de mandolina preferien utilitzar el contrabaix ordinari, en lloc d'un instrument especialitzat de la família de la mandolina. Calace i altres fabricants italians anteriors a Gibson també van fabricar mandolin-baixos.
També existeix el relativament rar mandobaix de vuit cordes, o tremolo-bass, amb dobles cursos com la resta de la família de la mandolina, i s'afina o bé G1– D2 – La2 – Mi3, dues octaves més baix que la mandolina, o bé C1 – G1 – D2 – La2, dues octaves per sota de la mandola.